# Orde van de Stralende Ster (Zanzibar)

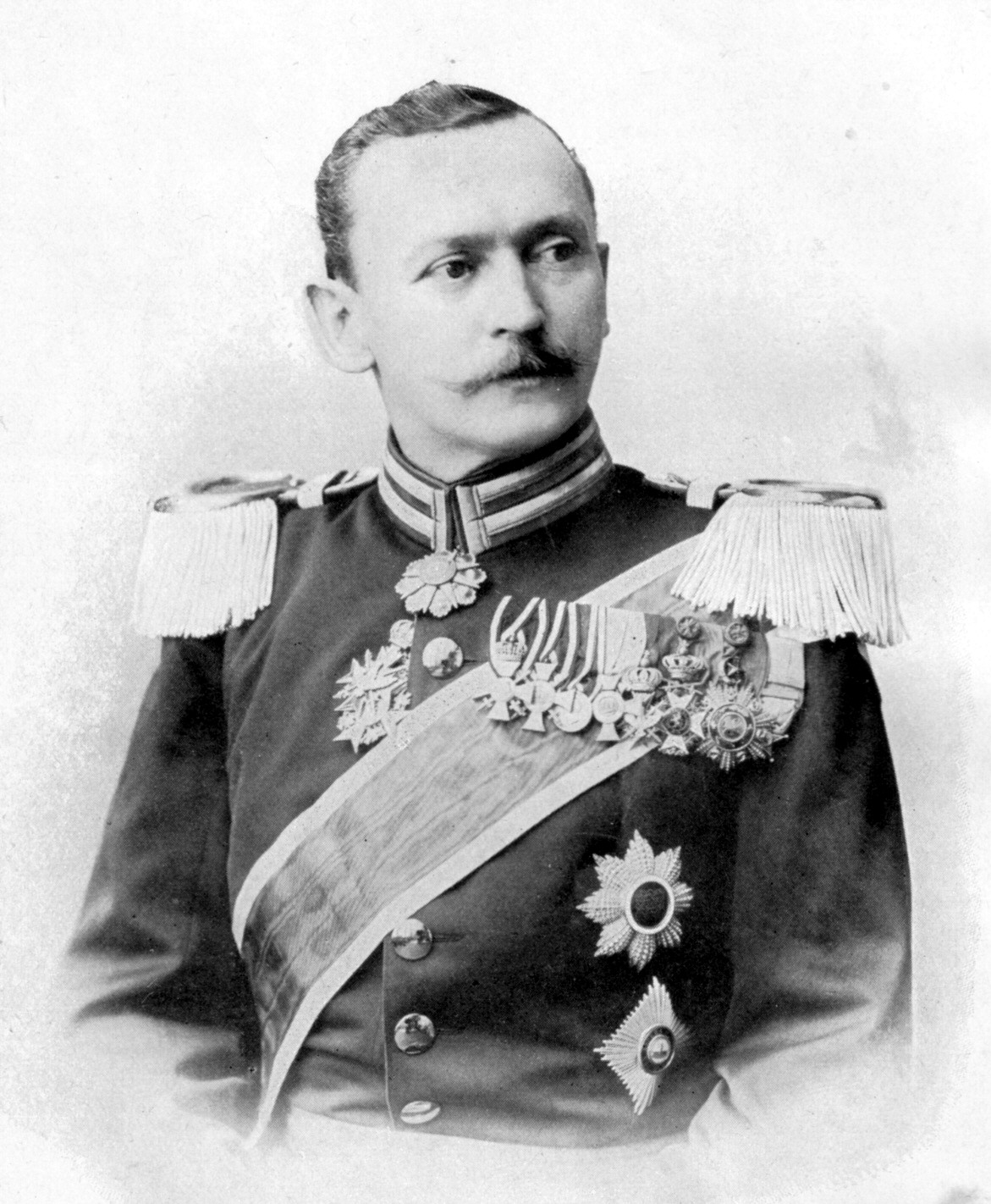
De Duitser Hermann von Wissmann met de ster en het grootlint van de Orde van de Stralende Ster

De Orde van de Stralende Ster (Arabisch: "El kaukeb el Douri") of "Wisam al-Kawkab al-Durri al-Zanzibari" werd op 21 schaban 1291 (22 september 1875) ingesteld. Het Sultanaat Zanzibar heeft in de 19e eeuw, toen de vorst steeds meer bemoeienis met de Europese machten kreeg, onderscheidingen ingesteld omdat dat in het diplomatieke verkeer gebruikelijk was.
Voor vreemde soevereinen was een Orde van het Verheven Portret voorzien met het portret van de vorst. Ook in Turkije werd een dergelijke orde verleend. Dit kostbare versiersel was de Ie Klasse of Bijzondere Klasse van de Orde van de Stralende Ster.
of "Wisam al-Kawkab al-Durri al-Zanzibari") De in 1865 door Sultan Sayyid Majid bin Sa‘id ingestelde orde werd door Sultan Sayyid Barghash bin Sa‘id op 22 december 1875 hervormd. Op
5 augustus 1918 heeft Sultan Sayyid Khalifa II bin Harub de orde nogmaals hervormd. De Ie Graad van de IIe Klasse mocht daarna 40 Grootkruisen tellen, de IIe Graad mocht 60 Grootofficieren tellen, de IIIe Graad 80 Commandeurs, de IVe Graad telde 90 officieren en de Ve Graad 100 Dragers van de Medaille, ook wel "Leden" of "Members" genoemd. Dames werden in 1956 voor het eerst tot de Orde van de Stralende Ster toegelaten.
Het stichten van de Orde van de Onafhankelijkheid in 1963 maakte een einde aan de Orde van de Stralende Ster als algemene Zanzibarese Orde van Verdienste. De orde werd nu toegekend voor bijzondere diensten aan de Sultan, de Kroonprins en de prinsen van het Huis Al Bu-Said en andere leden van de Koninklijke Familie.

## De vijf graden
- De Ie Klasse

De Orde van het Verheven Portret is de Ie Klasse van de Orde van de Stralende Ster. Het versiersel is een op de borst te dragen geschilderd portretminiatuur van de stichter Sultan Bargasch ben Saïd in een ovale omraming met briljanten en acht driepuntige in balletjes eindigende armen. Het geheel wordt gedekt door een kroon.
- IIe Klasse
  - Ie Graad of Grootkruis met Ster
  - IIe Graad of Grootofficier
  - IIIe Graad of Commandeur, ingesteld in 1897.
  - IVe Graad of Officier
  - Ve Graad of Drager van de Medaille

De onderscheiding werd als een broche op de borst vastgepind. Er is geen lint aan verbonden.

## De versierselen
De sultan kon bij het vormgeven van zijn ridderorde niet terugvallen op de Arabische tradities. Deze culturen kenden geen ridderorden en de vorsten beloonden hun verdienstelijke onderdanen met sabels, juwelen, tulbanden of geschenken. De Sultan van Zanzibar oriënteerde zich bij de keuze van de versierselen op de onderscheidingen van Turkije en Perzië, de twee machtige en onafhankelijke moslim-staten van het midden van de 19e eeuw. Ook het beroemde Franse Legioen van Eer was een bruikbaar model omdat het versiersel van deze orde geen kruis was. De meeste ridderorden hebben een kruis als symbool maar dat zou in een mohammedaanse staat als Zanzibar niet op zijn plaats zijn geweest.
De Ie Klasse droeg het kostbaar versierde ovale portretmedaillon op de linkerborst.
De IIe Klasse, Ie Graad droeg de zilveren achtpuntige ster van de orde op de linkerborst en het kleinood aan een vijf vingers breed rood lint met witte biezen over de rechterschouder op de linkerheup.
De IIe Klasse, IIe Graad droeg alleen de zilveren achtpuntige ster van de orde op de rechterborst.
De IIe Klasse, IIIe Graad droeg een grote uitvoering van het kleinood aan een lint om de hals.
De IIe Klasse, IVe Graad droeg een kleinere versie van het kleinood aan een lint met rozet op de linkerborst.
De IIe Klasse, IVe Graad droeg een zilveren medaille met daarop het Arabische letters gestileerde monogram van de Sultan aan een lint op de linkerborst of in het knoopsgat.
De ster heeft acht punten en 8 fraai bewerkte stralen met een briljantpatroon. In het centrale rood geëmailleerde medaillon is het gestileerde monogram van de Sultan in verstrengelde gouden letters in het Arabische schrift geschilderd.
Het kleinood is een vijfarmige tienpuntige ster. Het model werd afgekeken van dat van de Franse Orde van het Legioen van Eer in zijn republikeinse vorm. Het centrale medaillon is rood en draagt het gestileerde monogram van de Sultan in gouden Arabische letters. De vijf armen zijn rood met brede witte randen en tien gouden balletjes op de punten. Het kleinood werd op een groen geëmailleerde, met gouden linten samengebonden lauwerkrans gelegd. Het kleinood is bevestigd aan een groen geëmailleerde lauwerkrans die de verhoging en de verbinding met het lint is. De verbinding tussen verhoging en kleinood kan scharnieren. De ring rond het medaillon is leeg gelaten.
De ronde medaille die als versiersel van de Ve Klasse dient is rond en draagt het sierlijke verstrengelde monogram van de stichter.
Het lint is rood met brede witte biezen. Hoewel Maximilian Gritzner vermeld dat het grootlint over de rechterschouder moet worden gedragen is de beroemde Duitse ontdekkingsreiziger Hermann von Wissmann op een foto afgebeeld met het lint over de linkerschouder.
Barghash bin Said liet voor de soevereinen die hij de Ie Klasse van zijn orde stuurde kostbare gouden versierselen smeden. De versierselen van de IIe Klasse waren van zilver of van verguld en geëmailleerd zilver. De hoogste graden werden gedeeltelijk van massief goud gemaakt.
Er is sprake van een op de linkerborst te dragen ster met het portret van de Sultan voor de Ie Klasse.
Onder de gedecoreerden waren andere vorsten waaronder Sultan Ibrahim II van Johore, een van de sultans in Maleisië.

## Het einde van de Orde van de Stralende Ster
Toen op 12 januari 1964 op Zanzibar een revolutie uitbrak moest de regerende Sultan Jamshid bin Abdullah vluchten. Het samenvoegen van Zanzibar en Tanganyika in het federale Tanzania betekende het einde van de ridderorden van Zanzibar.